# ネバダ大学リノ校
ネバダ大学リノ校（英語: University of Nevada, Reno 略称: UNR）は、ネバダ州リノ市に本部を置くアメリカ合衆国の州立大学。1874年創立、1874年大学設置。

## 歴史
1874年、ネバダ州で最初の高等教育機関としてエルコで設立され、1885年にリノに移転した。

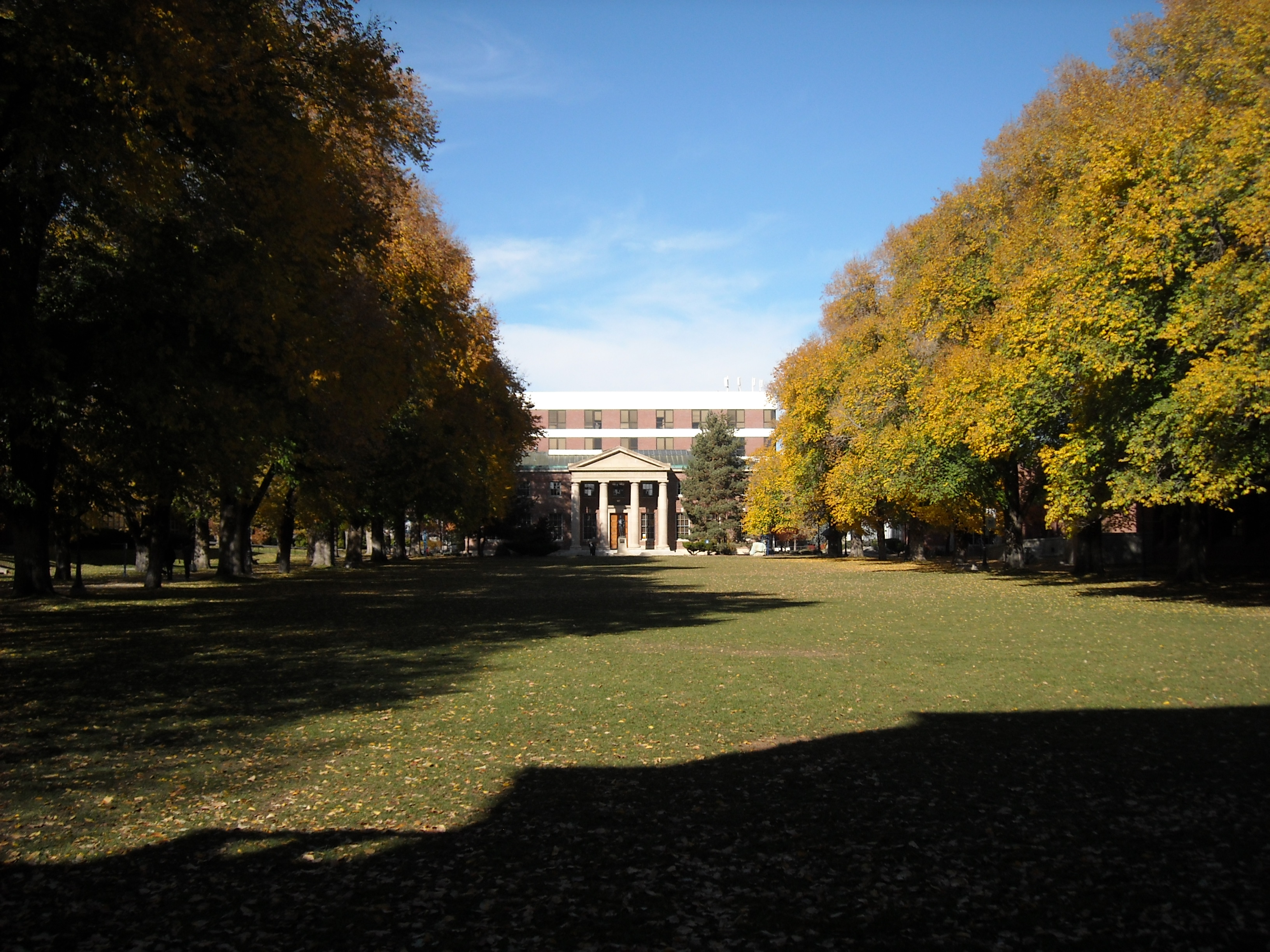
View of the Quad, looking north

## 概要
ネバダ大学システムの旗艦校に位置付けられている。農学、ビジネス、教育、理学、工学、環境科学、人間科学、ジャーナリズム、一般教養、医学、他、様々な学部・学科を有する総合大学である。特にジャーナリズム、医学、環境科学の評価は高い。地域貢献にも力を入れており、地域の教育や研究活動にも積極的に取り組んでいる。日本の広島大学や法政大学と学術協定を結んでおり、同大学との交換留学プログラムや共同研究等を行っている。

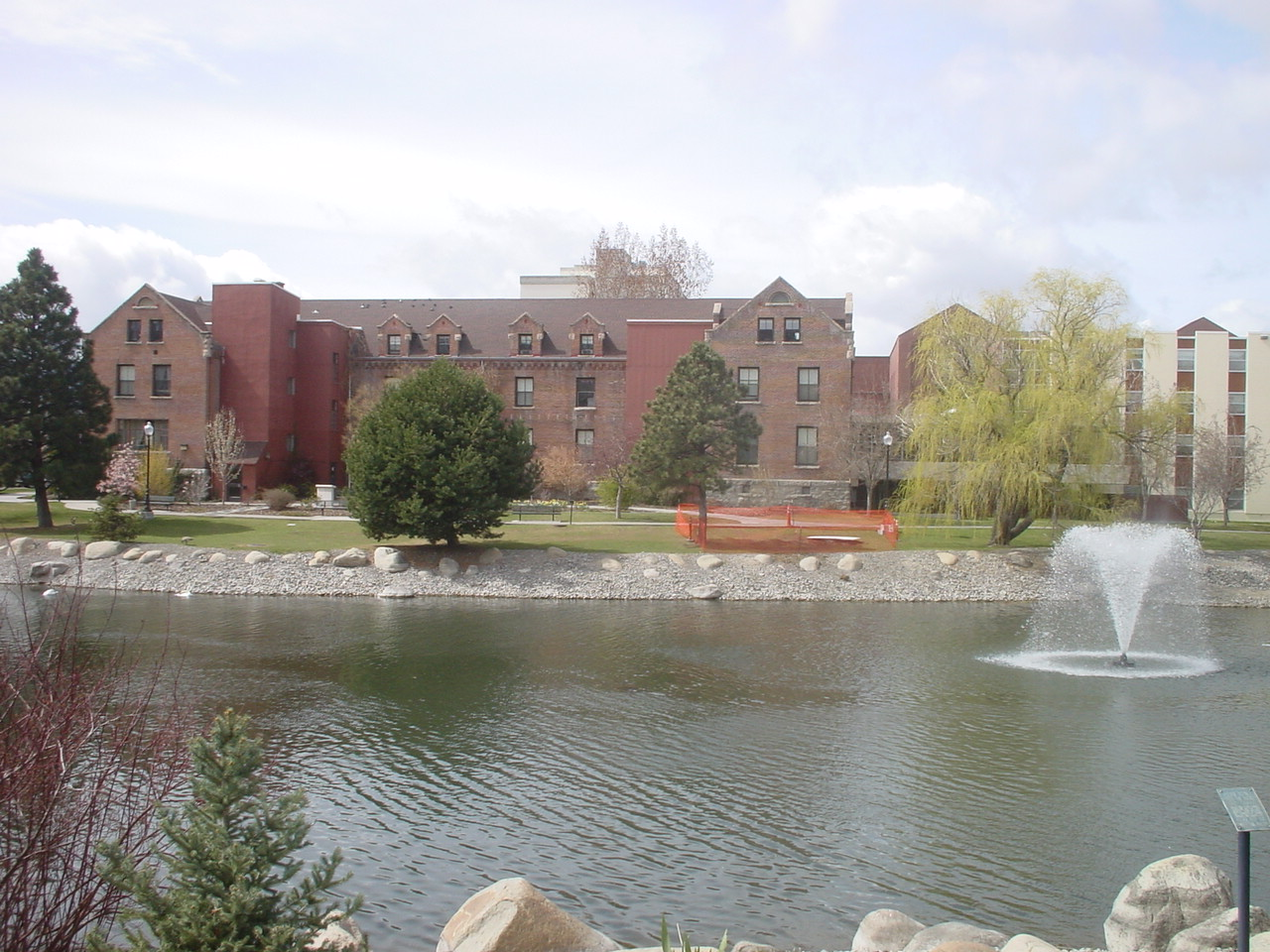
Manzanita Lake in the southwestern part of the campus

## 統計情報
学生数/ 16,913人（学部のみ：12,805人）

留学生/ 4%

教授数/ 専任 550人 パートタイム 135人

学生数対教授比率/ 18：1

1クラス20人以下の割合/ 33%

1クラス20～49人/ 54%

50人以上/ 12%

※数字は2007年調査

## 主な学部・学科（専攻）
- 動物科学部 / 動物科学、馬調教、酪農、動物生命工学、獣医学大学院進学課程
- 生命工学部 / 生化学、生命工学
- 環境科学部 / 環境科学、流域科学、野生生態学・生物保護学、森林学、牧場管理学
- 経営学部 / ヒューマンリソースマネージメント、マーケティング、サプライチェーンマネージメント、国際経営学
- 教育学部 / 初等教育、中等教育、初等・特別教育、特別教育、幼児教育
- 芸術学部 / 美術、音楽、スピーチコミュニケーション、演劇
- インテリアデザイン学部 / インテリアデザイン
- 理学部 / 生物学、化学、環境化学、数学、統計学、応用数学、物理学、応用物理
- 地球科学部 / 地質学、地質環境学、地質経済学、地質工学、地震科学、地球物理学、地理学

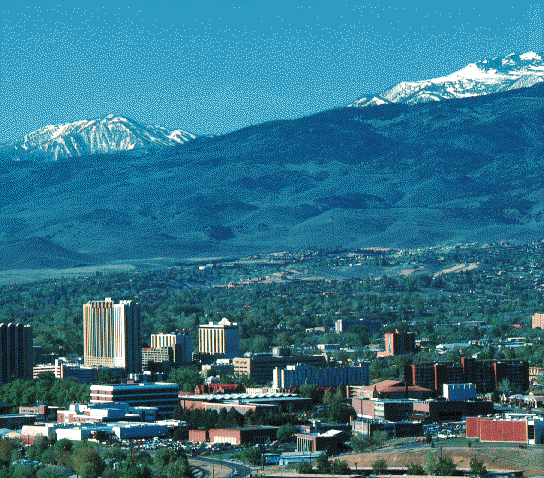
An older picture showing part of the campus in the foreground

- 鉱学部 / 鉱学、採石工学
- 医学部 / 医学大学院進学課程

## ジャーナリズム学部・大学院
ジャーナリズム学部の歴史は古く、多くのプロフェッショナルのジャーナリストを輩出し、全米でもトップクラスである。専門職大学院としては数少ないジャーナリズム大学院（ドナルド・レイノルズ・ジャーナリズム大学院）を運営している。
大学内にテレビスタジオを有し、またリノ市内及び近郊向けのラジオ局（KUNR）の放送を行っており、学生の手によって製作が行われている。
教授陣には全米三大ネットワークのジャーナリスト、ピューリッツアー賞受賞者などが含まれている。
2007年までに、学部卒業生から6名、大学院修了生から8名のピューリッツアー賞受賞者を輩出している。

## 日本の学生交流協定校
- 東京医科歯科大学
- 金沢大学
- 広島大学
- 鳥取大学
- 琉球大学
- 明治大学
- 法政大学
- 大阪工業大学
- 関西学院大学